# (349) Dembowska
(349) Dembowska est un astéroïde de la ceinture principale découvert par Auguste Charlois le 9 décembre 1892. Tous les cinq ans, cet astéroïde et (16) Psyché se retrouvent presque exactement dans la même configuration par rapport à la Terre et au Soleil.